# Charles C. McLaughlin
Charles C. McLaughlin (* 20. Januar 1929 in Boston, Massachusetts; † 2. September 2005 in Baltimore, Maryland an Herzinfarkt) war ein US-amerikanischer Professor für Geschichte an der American University, Washington, D.C.

## Leben und Werk
McLaughlin war international bekannt für seine Fachkenntnisse des Garten- und Landschaftsbaus im 19. Jahrhundert, insbesondere der Arbeiten von Frederick Law Olmsted. Er war einer der Mitbegründer der National Association for Olmsted Parks und gab u. a. Olmsteds Werk Walks and Talks of an American Farmer in England sowie The Papers of Frederick Law Olmsted (1977) heraus, zu denen er auch das Vorwort schrieb.
Er studierte an der Yale University, wo er 1951 seinen Abschluss in Musikgeschichte und Europäischer Geschichte machte. 1955 erkrankten seine Frau und er an Kinderlähmung und verbrachten neun Monate im Krankenhaus. 1959 erwarb er an der Harvard University einen Doktortitel in Amerikanistik. Bis 1963 war er an der Stanford University und wechselte dann an die American University in Washington, D.C., wo er drei Jahrzehnte Professor war und unter anderem Geschichte der Geisteswissenschaften und des Städtebaus sowie Landschaftsarchitekturgeschichte lehrte.